# Izabela Dylewska
Izabela Dylewska (n. 16 martie 1968, Nowy Dwór Mazowiecki, Mazovia, Polonia) este o caiacistă ce a reprezentat Polonia, medaliată olimpică. A participat la 3 ediții ale Jocurilor Olimpice (1988, 1992, 1996) în care a câștigat două medalii de bronz.